# Australiens Grand Prix 2011
Australiens Grand Prix 2011, officiellt 2011 Formula 1 Qantas Australian Grand Prix, var en Formel 1-tävling som hölls den 27 mars 2011 på Albert Park Circuit i Melbourne, Australien. Det var den första tävlingen av Formel 1-säsongen 2011 och kördes över 58 varv. Vinnare av loppet blev Sebastian Vettel för Red Bull, tvåa blev Lewis Hamilton för McLaren och trea blev Vitalij Petrov för Renault.

## Kvalet
| KR. | Nr | Förare             | Konstruktör          | Q1       | Q2        | Q3       | Grid |
| --- | -- | ------------------ | -------------------- | -------- | --------- | -------- | ---- |
| 1   | 1  | Sebastian Vettel   | Red Bull-Renault     | 1.25,296 | 1.24,090  | 1.23,529 | 1    |
| 2   | 3  | Lewis Hamilton     | McLaren-Mercedes     | 1.25,384 | 1.24,595  | 1.24,307 | 2    |
| 3   | 2  | Mark Webber        | Red Bull-Renault     | 1.25,900 | 1.24,658  | 1.24,395 | 3    |
| 4   | 4  | Jenson Button      | McLaren-Mercedes     | 1.25,886 | 1.24,957  | 1.24,779 | 4    |
| 5   | 5  | Fernando Alonso    | Ferrari              | 1.25,707 | 1.25,242  | 1.24,974 | 5    |
| 6   | 10 | Vitalij Petrov     | Renault              | 1.25,543 | 1.25,582  | 1.25,247 | 6    |
| 7   | 8  | Nico Rosberg       | Mercedes             | 1.25,856 | 1.25,606  | 1.25,421 | 7    |
| 8   | 6  | Felipe Massa       | Ferrari              | 1.26,031 | 1.25,611  | 1.25,599 | 8    |
| 9   | 16 | Kamui Kobayashi    | Sauber-Ferrari       | 1.25,717 | 1.25,405  | 1.25,626 | 9    |
| 10  | 18 | Sébastien Buemi    | Toro Rosso-Ferrari   | 1.26,232 | 1.25,882  | 1.27,066 | 10   |
| 11  | 7  | Michael Schumacher | Mercedes             | 1.25,962 | 1.25,971  |          | 11   |
| 12  | 19 | Jaime Alguersuari  | Toro Rosso-Ferrari   | 1.26,620 | 1.26,103  |          | 12   |
| 13  | 17 | Sergio Pérez       | Sauber-Ferrari       | 1.25,812 | 1.26,108  |          | 13   |
| 14  | 15 | Paul di Resta      | Force India-Mercedes | 1.27,222 | 1.26,739  |          | 14   |
| 15  | 12 | Pastor Maldonado   | Williams-Cosworth    | 1.26,298 | 1.26,768  |          | 15   |
| 16  | 14 | Adrian Sutil       | Force India-Mercedes | 1.26,245 | 1.31,407  |          | 16   |
| 17  | 11 | Rubens Barrichello | Williams-Cosworth    | 1.26,270 | Ingen tid |          | 17   |
| 18  | 9  | Nick Heidfeld      | Renault              | 1.27,239 |           |          | 18   |
| 19  | 20 | Heikki Kovalainen  | Lotus-Renault        | 1.29,254 |           |          | 19   |
| 20  | 21 | Jarno Trulli       | Lotus-Renault        | 1.29,342 |           |          | 20   |
| 21  | 24 | Timo Glock         | Virgin-Cosworth      | 1.29,858 |           |          | 21   |
| 22  | 25 | Jérôme d'Ambrosio  | Virgin-Cosworth      | 1.30,822 |           |          | 22   |
| 23  | 23 | Vitantonio Liuzzi  | HRT-Cosworth         | 1.32,978 |           |          | DNQ  |
| 24  | 22 | Narain Karthikeyan | HRT-Cosworth         | 1.34,293 |           |          | DNQ  |

| Vidare från första kvalrundan ▬▬ Vidare från andra kvalrundan ▬▬ |

## Loppet
| Pos. | Nr | Förare             | Konstruktör          | Varv | Tid             | Grid | P  |
| ---- | -- | ------------------ | -------------------- | ---- | --------------- | ---- | -- |
| 1    | 1  | Sebastian Vettel   | Red Bull-Renault     | 58   | 1:29.30,259     | 1    | 25 |
| 2    | 3  | Lewis Hamilton     | McLaren-Mercedes     | 58   | +22,297         | 2    | 18 |
| 3    | 10 | Vitalij Petrov     | Renault              | 58   | +30,560         | 6    | 15 |
| 4    | 5  | Fernando Alonso    | Ferrari              | 58   | +31,772         | 5    | 12 |
| 5    | 2  | Mark Webber        | Red Bull-Renault     | 58   | +38,171         | 3    | 10 |
| 6    | 4  | Jenson Button      | McLaren-Mercedes     | 58   | +54,304         | 4    | 8  |
| 7    | 6  | Felipe Massa       | Ferrari              | 58   | +1.25,186       | 8    | 6  |
| 8    | 18 | Sébastien Buemi    | Toro Rosso-Ferrari   | 57   | +1 varv         | 10   | 4  |
| 9    | 14 | Adrian Sutil       | Force India-Mercedes | 57   | +1 varv         | 16   | 2  |
| 10   | 15 | Paul di Resta      | Force India-Mercedes | 57   | +1 varv         | 14   | 1  |
| 11   | 19 | Jaime Alguersuari  | Toro Rosso-Ferrari   | 57   | +1 varv         | 12   |    |
| 12   | 9  | Nick Heidfeld      | Renault              | 57   | +1 varv         | 18   |    |
| 13   | 21 | Jarno Trulli       | Lotus-Renault        | 56   | +2 varv         | 20   |    |
| 14   | 25 | Jérôme d'Ambrosio  | Virgin-Cosworth      | 54   | +4 varv         | 22   |    |
| NC   | 24 | Timo Glock         | Virgin-Cosworth      | 49   | +9 varv         | 21   |    |
| Ret  | 11 | Rubens Barrichello | Williams-Cosworth    | 48   | Transmission    | 17   |    |
| Ret  | 8  | Nico Rosberg       | Mercedes             | 22   | Kollisionsskada | 7    |    |
| Ret  | 20 | Heikki Kovalainen  | Lotus-Renault        | 19   | Vattenläckage   | 19   |    |
| Ret  | 7  | Michael Schumacher | Mercedes             | 19   | Kollisionsskada | 11   |    |
| Ret  | 12 | Pastor Maldonado   | Williams-Cosworth    | 9    | Transmission    | 15   |    |
| DSQ  | 17 | Sergio Pérez       | Sauber-Ferrari       | 58   | Diskvalificerad | 13   |    |
| DSQ  | 16 | Kamui Kobayashi    | Sauber-Ferrari       | 58   | Diskvalificerad | 9    |    |

| Förare och stall som tog poäng ▬▬ |

## Ställning efter loppet
| Pos. | Förare           | Poäng |
| ---- | ---------------- | ----- |
| 1    | Sebastian Vettel | 25    |
| 2    | Lewis Hamilton   | 18    |
| 3    | Vitalij Petrov   | 15    |
| 4    | Fernando Alonso  | 12    |
| 5    | Mark Webber      | 10    |

| Pos. | Konstruktör        | Poäng |
| ---- | ------------------ | ----- |
| 1    | Red Bull-Renault   | 35    |
| 2    | McLaren-Mercedes   | 26    |
| 3    | Ferrari            | 18    |
| 4    | Renault            | 15    |
| 5    | Toro Rosso-Ferrari | 4     |

- Notering: Endast de fem bästa placeringarna i vardera mästerskap finns med på listorna.